# Parasite (électricité)
Pour les articles homonymes, voir Parasite.
En électricité et en électronique, est parasite un signal électrique qui ne fait pas partie du courant électrique tel que celui-ci a été produit. En radioélectricité, on parle aussi d'interférence.
Les parasites sont très souvent le produit d'autres courants électriques qui créent des ondes électromagnétiques qui se propagent dans les matériaux isolants.
Pour se prémunir des parasites, on utilise couramment des cages de Faraday ou blindages métalliques.